# Serranía del Águila
Serranía del Águila är kullar i Colombia.   De ligger i departementet Antioquía, i den nordvästra delen av landet, 500 km nordväst om huvudstaden Bogotá.